# Спорный (Ставропольский край)
Спо́рный — хутор в Изобильненском городском округе Ставропольского края России.

## Варианты названия
- Спорненский[2]

Своё название получил оттого, что осевшие здесь крестьяне вели спор из-за здешних благодатных земель с рождественскими казаками, не дозволявшими никому селиться в своих владениях. Но сдвинуть новых поселенцев им не удалось, а хутор так и стали называть Спорным.— Гаазов В. Л. «Ставрополь и его окрестности. Ставрополье в названиях»

## География
Расстояние до краевого центра: 34 км.
Расстояние до районного центра: 8 км.

## История
Основан в 1805 году переселенцами из центральных губерний Российской империи.
До 27 сентября 1995 года хутор входил в Староизобильненский сельсовет. 27 сентября 1995 года Глава администрации Ставропольского края постановил «Образовать в Изобильненском районе Спорненский сельсовет с центром в хуторе Спорный, выделив его из Староизобильненского сельсовета этого же района».
До мая 2017 года хутор образовывал упразднённое сельское поселение хутор Спорный.

## Население
| 1989  | 2002  | 2010  | 2011  | 2012  | 2013  | 2014  | 2015  | 2016  |
| ----- | ----- | ----- | ----- | ----- | ----- | ----- | ----- | ----- |
| 1037  | ↗1427 | ↗1536 | ↘1535 | ↗1545 | ↘1534 | ↘1526 | ↘1520 | ↗1529 |
| 2017  | 2021  |       |       |       |       |       |       |       |
| ↘1500 | ↘1491 |       |       |       |       |       |       |       |

Национальный состав
По итогам переписи населения 2010 года на территории хутора проживали следующие национальности (национальности менее 1 %, см. в сноске к строке «Другие»):
| Национальность | Численность | Процент |
| -------------- | ----------- | ------- |
| Русские        | 1187        | 77,28   |
| Армяне         | 296         | 19,27   |
| Даргинцы       | 18          | 1,17    |
| Другие         | 35          | 2,28    |
| Итого          | 1536        | 100,00  |

## Инфраструктура
В Спорном имеются Дом культуры и библиотека, детский сад № 31, средняя общеобразовательная школа № 21, фельдшерско-акушерский пункт. В границах хутора расположено общественное открытое кладбище площадью 6748 м².

## Экономика
На территории хутора действуют одно предприятие газовой отрасли (хранение и транспортировке газа), одно строительное предприятие (производство асфальта, бетона и строительных материалов), 2 предприятия пищевой промышленности (переработка молочной продукции (маслосырзавод «Блеск Плюс»), производство хлебобулочных изделий), 3 крестьянско-фермерских хозяйства. Услуги в сфере торговли предоставляются индивидуальными предпринимателями.

## Транспорт
Из Изобильного в Спорный каждый час ходит пригородный автобус № 108. Кроме того, через Спорный ходят маршрутки «Изобильный — Спорный — Ставрополь» и «Ставрополь — Спорный — Изобильный», что позволяет жителям хутора ездить в Ставрополь, не заезжая в райцентр.

## Люди, связанные с хутором
Почётные гражданине
- Мишукова Екатерина Ивановна (22 декабря 1943 года) — учитель[23]

## Памятники
- Могила советского воина П. Зайцева, погибшего в борьбе с фашистами[24]